# Юрай IV Зринский
Граф Юрай IV Зринский (хорв. Juraj IV. Zrinski, венг. Zrínyi IV. György; 13 апреля 1549, Королевство Венгрия — 4 мая 1603, Сомбатхей) — венгерский и хорватский государственный деятель, управляющий казначейством Королевства Венгрия и Хорватия (1567—1603). Один из самых влиятельных лиц Хорватско-Венгерского королевства.

## Биография
Представитель одного из самых влиятельных и знатных хорватских дворянских родов Зринские.
Родился в семье Николая Зринского (Миклоша Зриньи), героя Сигетварской битвы против осман, национального героя как Хорватии, так и Венгрии и его жены хорватской графини Катарины Зринской, урожденной Франкопан (вышла замуж в 1543 и умерла в 1561 году).
Был женат дважды, второй раз на графине Софии Зринской, урожденной Стубенберг, в браке с которой родились Никола VI Зринский и Юрай V Зринский, бан Хорватии в 1622—1626 годах. Его внуками были Николай и Пётр Зринские, которые также были банами Хорватии.
От своего отца унаследовал большое количество имений, среди которых был Меджимурская жупания на севере Хорватии с большим и сильно укрепленным замком Чаковец. Был одним из самых богатых хорватских дворян, его поместья простирались от Адриатического моря до западной Венгрии почти непрерывной линией вдоль границы австрийских наследственных земель. Благодаря торговле, которая велась в его обширных имениях, приобрёл крупное финансовое состояние. В районе своих имений также поощрял миграцию населения.
Занимал ряд высоких государственных должностей; в 1574—1575 и 1582—1598 годах был верховным капитаном Задунайской области, то есть Нижней Венгерской Краины (между Дравой и озером Балатон), в 1574—1575 и 1582—1590 годах — Верховный капитан Надьканижа, в 1593—1603 годах —главный префект медье Зала.
В 1567 году сменил своего отца на должности управляющего казначейством Королевства Венгрия и Хорватия, которую занимал до его смерти.
Участвовал в заседаниях венгерского парламента в Пресбурге (ныне Братислава), был сторонником протестантизма.
Во время роста и распространения протестантизма Зрински в стране принял его и призвал лютеранских пасторов заменить католических священников в хорватских приходах, что вызвало возмущение и восстание народа.

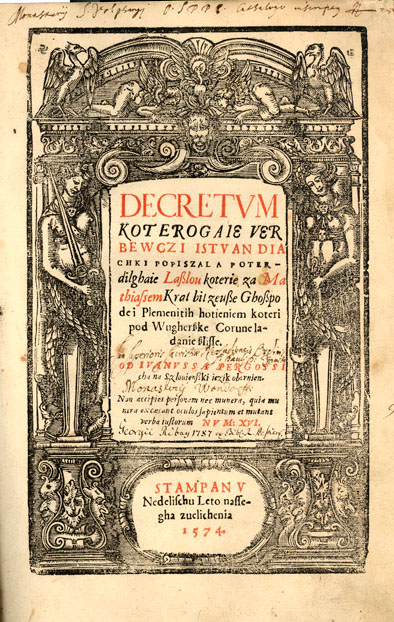
Заглавная страница Decretum tripartitum Юрая IV Зринского, 1574

Поощрял поэтов и писателей, издание их произведений.
Большим вкладом его было введение книгопечатания в северной Хорватии. В начале 1570-х годов он пригласил австрийского печатника и художника польско-швейцарского происхождения Рудольфа Хоффхальтера, который установил печатную машину в Неделишче рядом с Чаковцом. В течение следующих двух лет (вероятно, до 1586 г.) здесь было напечатано ряд изданий, среди которых знаменитый свод обычного права Венгерского королевства в трёх частях Decretum tripartitum, первая книга на хорватском кайкавском диалекте, напечатанная в 1574 году. Помимо «Decretum», в его типографии были напечатаны и другие книги, в том числе три книги приходского священника Белицы Михайло Бучича : «Novi zakon», «Kerstjanski nauk» и «Contra praensentiam corporis et sanguinis Christi in sacramento Eucharistiae». Большинство книг, изданных в типографии, бесследно исчезли, особенно после прекращения распространения протестантизма и восстановления католицизма в стране.
Как и его предки и потомки, Юрай IV Зринский принимал участие в сражениях с османами, которые завоевали бо́льшую часть Хорватии, часто совершал внезапные атаки на врага, чтобы замедлить или остановить их от дальнейших завоеваний.
29 мая 1579 года предоставил привилегии жителям крепости Чаковец и её окрестностей, что стало отправной точкой для превращения Чаковца в крупный город. Сегодня этот день отмечается как День города.
Похоронен в фамильной усыпальнице Зринских в монастыре св. Елены в 2-х км от Чаковца.